# Flatholmen, Tjörns kommun
För andra betydelser, se Flatholmen.
Flatholmen är en ö och ett samhälle i Klädesholmens distrikt i Tjörns kommun, Bohuslän. Samhället var tidigare municipalsamhälle men saknar nu bofast befolkning.

## Växtlighet
På Flatholmen växer bland annat  skelört, vildpersilja, malört, blåeld och knölklocka, som alla är typiska för fiskelägen.

## Historia
Ön befolkades troligtvis första gången under 1700-talet, då det var sillperiod. Förmodligen var ön lämplig eftersom det finns naturliga skyddade hamnar, samtidigt som den ligger i yttersta kustbandet med öppet hav och lättillgängligt fiske i väster. Ett trankokeri låg på ön, där tranen som utvanns ur sillen användes till lampolja. Det ska även ha funnits sillsalteri på ön. Sillen försvann cirkaa 1809 för att sedan återkomma i en ny period 1877–1906. Under den sillfria perioden blev det mycket fattigt, och öns befolkning minskade betydligt. Då sillen återkom blomstrade samhället och flera nya hus byggdes. 
År 1911 friköpte Flatholmenborna ön från Thörnbönderna. Flatholmen har varit municipalsamhälle. 1912 fick ön telefon och handelsbod.
I samhället fanns som mest drygt hundra invånare (119 personer 1909, 112 personer 1928), affär och egen skola. Man försörjde sig på fiske och fraktfart. Det har även funnits båtbyggeri. Under andra världskriget fanns en viktig militär postering på ön för att bevaka kusten. Sedan 1965 saknar dock Flatholmen helt bofast befolkning, medan antalet sommarboende är flera gånger större. Många hus ägs av ättlingar till tidigare bofasta. De flesta husen är ursprungliga fiskarstugor av enkel- eller dubbeltyp, byggda under 1800-talet och tidigt 1900-tal, det sista 1924. Några hus av sommarstugetyp finns också. Dessa är av senare datum, 1950-60-tal och har även annorlunda placering, utanför den samlade bebyggelsen. De ursprungliga stugorna är grupperade i två områden kallade "Framme" och "Viga". Totalt finns ett 30-tal bostadshus och ett 20-tal sjöbodar. Ön saknar elektricitet, och i stället används gasol för att driva spisar och kylskåp. De flesta hus har även 12-voltssystem som laddas av solceller.

### Administrativ historik
Flatholmen var och är belägen i Klädesholmens socken och ingick efter kommunreformen 1862 i Stenkyrka landskommun. 1903 överfördes Flatholmen till den då nybildade Klädesholmens landskommun. I denna inrättades för samhället 24 augusti 1906 Flatholmens municipalsamhälle som kom att bestå till 31 december 1941. Vid kommunreformen 1952 uppgick Klädesholmens landskommun i Tjörns landskommun, som 1971 blev Tjörns kommun.